# 大孙各庄镇
大孙各庄镇是中国北京市顺义区下辖的一个镇。

## 历史
清代及民国初年，大孙各庄镇属三河县（今河北省三河市）。1949年4月划属顺义县(今北京市顺义区)第六区。
1950年4月划为第四区。1956年8月撤区并乡，建后岭上、南聂庄乡。1958年1月改为大孙各庄乡，同年9月划属张各庄人民公社，1961年5月析出大孙各庄人民公社。1983年撤社建乡，改大孙各庄乡。1994年8月撤乡改镇得现名，1997年4月与其西面的尹家府乡合并为大孙各庄镇。

## 地理
大孙各庄镇位于顺义区东南部，东临平谷区马坊镇、马昌营镇，南界河北省三河市高楼镇、齐心庄镇，西与北务镇接壤，东北接杨镇地区，北与张镇接界。

## 行政区划
大孙各庄镇下辖39个行政村，分别是大孙各庄村、客家庄村、西辛庄村、户耳山村、宗家店村、柴家林村、顾家庄村、小故现村、田各庄村、吴雄寺村、小宋各庄村、小塘村、南聂庄村、王户庄村、龙庭侯村、老公庄村、大坝洼庄村、小坝洼庄村、大塘村、佟辛庄村、薛庄村、前岭上村、后岭上村、东华山村、西华山村、大段村、小段村、谢辛庄村、赵家峪村、湘王庄村、四福庄村、后陆马村、前陆马村、西尹家府村、东尹家府村、大崔各庄村、大石各庄村、大田庄村和大洛泡村。